# 瓦克拉丘科區
8°36′24″S 77°09′00″W / 8.6067°S 77.1500°W
瓦克拉丘科區（西班牙語：Distrito de Huacrachuco），是秘魯的一個區，位於該國中部瓦努科大區的馬拉尼翁省，面積704.6平方公里，海拔高度2,920米，2005年人口14,556，人口密度每平方公里21人。